# 서빙고로

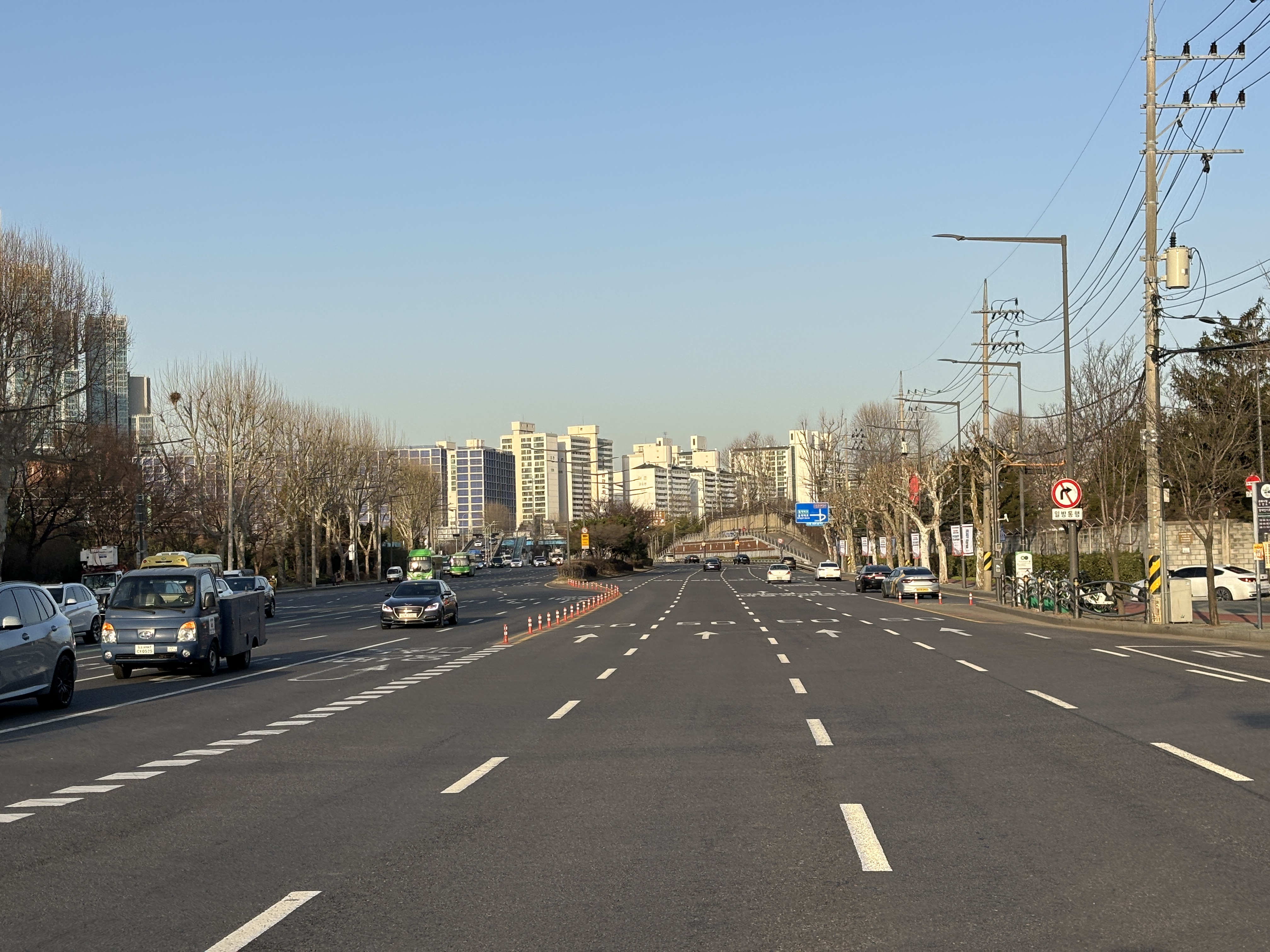
서빙고로 서향

서빙고로(西氷庫路)는 서울특별시 용산구 한강로3가 용산역교차로에서 용산구 한남동 성동구 경계까지 이어지는 도로이다. 용산구/성동구경계에서 뚝섬로로 직결된다.

## 교차로
- 용산역앞 - 이촌역앞 - 국립중앙박물관 - 동작대교북단 - 서빙고역 - 서빙고동주민센터 - 보광동입구 - 한남역 - 한남동(용산구/성동구 경계)